# Lady Jean Stewart
Lady Jean Stewart (también conocida como Jane Stuart; c. 1533 – 7 de enero de 1587/88), fue una hija ilegítima de Jacobo V de Escocia y su amante, Elizabeth Bethune (a veces escrito Betoun o Beaton).
Jean nació entre 1528 y 1537. Su madre Elizabeth era hija de Sir John Bethune, II de Creich, y Janet Hay. Elizabeth Bethune estuvo casada primero con John Stewart, Señor de Innermeath, con quien tuvo dos hijos: John Stewart (m. 1607) y James Stewart, Señor Innermeath. Se casó en segundas nupcias con James Gray, hijo de Patrick Gray, Lord Gray.
Como niña, Lady Jean Stewart estuvo fue criada en casa de María de Guisa, Reina de Escocia como esposa de Jacobo V y luego brevemente en la guardería de su primogénito, el Príncipe James, Duque de Rothesay, su medio hermano. Las cuentas del tesoro escocés registran compras para Lady Jean. En septiembre de 1538, recibió un dosel y en marzo de 1539, fue alojada junto con otros hermanastros ilegítimos, "Sir James de Kelso" y "Sir James de Saint Andrews". En julio de 1540, en St Andrews, recibió numerosas telas, y en diciembre de 1540, un misal y un libro de maitines.
El 1 de julio de 1553, Jean se casó con Archibald Campbell, Conde de Argyll; se divorciarían más tarde el 23 de junio de 1573, por deserción.
Durante sus años de matrimonio, Jean vivió un tiempo en Dunoon Castle, donde su medio-hermana, María de Escocia, la visitó en 1563, y realizó varias donaciones estando allí. En la noche del 9 de marzo de 1566, Jean Stewart, su madre Elizabeth, y su medio hermana María fueron testigos del asesinato del secretario de la reina, David Rizzio, en el  Palacio de Holyrood. Después del "lang siege" del Castillo de Edimburgo en 1573, Lady Jean fue tomada prisionera. 
Lady Jean Stewart fue enterrada junto a su padre, el rey Jacobo V en la cripta real de Holyrood en Edimburgo.